# 25 octobre 2015
Le mardi 25 octobre 2015 est le 298e jour de l'année 2015.

## Décès
Par ordre alphabétique.
- Lisa Jardine 	Historienne britannique de la Renaissance.
- Vladimír Kobranov, Hockeyeur sur glace tchécoslovaque puis tchèque et suisse, médaillé d'argent aux Jeux olympiques d'hiver de 1948.
- Iouri Mamléïev, Écrivain et philosophe russe.
- Flip Saunders, Basketteur et entraîneur américain.

## Événements
- Élection présidentielle en Côte d'Ivoire, Alassane Ouattara est réélu .
- Élections présidentielle (1er tour) et législative en Argentine.
- Élections présidentielle et législative (2e tour) en Haïti .
- Second tour de l’élection présidentielle au Guatemala.
- Élections législatives en Pologne .
- Élections générales en Tanzanie, John Magufuli remporte l'élection présidentielle.
- Clôture du second synode sur la famille au Vatican par le pape François.